# Ermita de San Antonio (Bechí)
La ermita de San Antonio de Bechí, en la provincia de Castellón, es un templo católico ubicado en un paraje conocido como “Muntanyeta” de San Antonio, a unos 3 km al este de la mencionada localidad. Está catalogada como Bien de relevancia local, según la Disposición Adicional Quinta de la Ley 5/2007, de 9 de febrero, de la Generalitat, de modificación de la Ley 4/1998, de 11 de junio, del Patrimonio Cultural Valenciano (DOCV Núm. 5.449 / 13/02/2007), con código identificador: 12.06.021-004.

## Descripción histórico-artística
Se supone que la ermita se eleva en la misma zona donde en un momento debió erigirse una torre defensiva o una pequeña fortificación medieval, ya que en la estructura de la parte trasera de la ermita pueden verse restos del antiguo torreón. La edificación debe data del siglo XVI, ya que los primeros documentos de este edificio se remontan a este siglo. Fue remodelada en el siglo XVII, y ha sido recientemente rehabilitada.
Se trata de un complejo de edificios entre los que destaca la ermita, con la casa del ermitaño y una hospedería, que actualmente se usa como restaurante. Todo el complejo se edificó sobre una plataforma elevada con gradas de acceso, que salvan el desnivel de la zona.
La fábrica es de mampostería sin contar con enlucido, cosa que otorga al edificio un aspecto considerablemente rústico, en el que destacan los sillares que refuerzan las esquinas.
La planta del templo es rectangular con la hospedería adosada al lateral derecho, y un lateral exento en el que quedan a la vista los contrafuertes de tejadillos, destacando entre ellos la presencia de una fuente a cuyas aguas conceden propiedades medicinales. Por su parte, en la zona trasera puede verse como sobresale una sacristía que acaba en una cubierta independiente de la principal, que es de tejas y a dos aguas.
La fachada principal es lisa presentando como única decoración un frontón triangular que se ve truncado por el hastial que da lugar a la espadaña en la que se coloca una sola campana. Presenta una puerta adintelada de madera que se enmarca en una portada de forma rectangular con amplias e irregulares dovelas, que se abre en un espacio más reducido de una antigua puerta principal de acceso, en forma de arco de medio punto, que llegaba hasta más allá del actual dintel. Y un pequeño retablo cerámico en la que se representa al santo titular de la ermita.
Interiormente destaca la decoración del techo en esgrafiado, y la existencia de un coro alto, pero no existen altares laterales. En el altar mayor destaca en una hornacina central la imagen de san Antonio Abad.

## Fiestas
Las fiestas en honor al santo, que además es el patrón de Bechí, se celebran en enero, con una romería para el día del santo, día 17 de enero.
Además, la ermita es el punto de encuentro para celebraciones laicas desde que en los primeros años veinte del siglo XX se realizaron los primeros y más famosos “aplecs valencianistas”.